# Vinculación
Es un término jurídico (e historiográfico) que describe la situación de la propiedad durante el Antiguo Régimen. Significaba la sujeción de los bienes para perpetuarlos en un determinado empleo y en el orden sucesorio dispuesto por el fundador del vínculo. Suele emplearse en plural (vinculaciones). Los bienes quedaban inmovilizados en determinadas familias o instituciones, impidiendo su reparto por herencia o su venta o enajenación por cualquier motivo (incluidas las deudas o las cargas fiscales), con lo que quedaban perpetuamente fuera del mercado, además de reducir la base hacendística de la monarquía. También se denominan "vinculaciones" el conjunto de instituciones jurídicas que convierten en inalienables los bienes a los que afectan.
Bienes vinculados eran: en los ayuntamientos, los bienes comunales (usufructo de todos sus vecinos) y los bienes de propios (los que se empleaban para fines concretos, cuya condición -en la España del Antiguo Régimen- era inalienable de hecho, aunque no de derecho); en la nobleza el mayorazgo (denominación propia del Antiguo Régimen en España-); y en el clero los denominados bienes de la iglesia o de manos muertas (tanto de parroquias y catedrales como de monasterios), además de numerosas cofradías y fundaciones piadosas, benéficas y asistenciales de todo tipo, como eran las propias universidades.
El proceso de vinculación de la propiedad se produjo a lo largo de toda la Edad Media, intensificándose en la Baja Edad Media y sus siglos finales. La desvinculación o disolución de los vínculos que afectaban a los bienes, fue una condición indispensable para el programa de transformaciones socioeconómicas de la revolución liberal, que pretendía la formación de un mercado libre capitalista y de una propiedad privada e individual libre de cualquier restricción.
Un caso específico lo constituye la vinculación tributaria que significa la relación jurídica tributaria entre un Estado soberano y un sujeto pasivo que da origen a un derecho de imposición. La vinculación fiscal también se da entre establecimientos permanentes y su matriz central,  de donde  el funcionamiento de una empresa matriz se convierte en  la unidad jurídica empresarial y de mayor impacto de dicha vinculación fiscal, sometidos a tributación  con base en las leyes establecidas en  los Estados donde  se encuentren como establecimientos permanentes.